# آرثر ويغرام موني
كان اللواء السير آرثر ويغرام موني (23 أكتوبر 1866 - 25 أكتوبر 1951) ضابطا في الجيش البريطاني.
وقد شغل موني منصب رئيس إدارة فلسطين في الفترة من يونيو 1918 إلى يونيو 1919، ولكن الحكومة في لندن أزالته لعدم تفضيله الصهاينة على العرب؛ وتم تنحية خليفته بعد ستة أشهر لنفس السبب.

## النشأة والتعليم
كان موني الابن الأصغر لجيلبرت بوكلينغتون المال من الخدمة المدنية البنغال. تلقى تعليمه في مدرسة تشارترهاوس والأكاديمية العسكرية الملكية.

## السلك العسكري
مع اندلاع حرب البوير الثانية في أواخر عام 1899، تم تعيين المال في منصب مساعد مدير النقل للجيش في جنوب أفريقيا.
خدم موني في وقت لاحق في الحرب العالمية الأولى، وحصل على رتبة لواء. شغل منصب كبير مديري فلسطين المحتلة البريطانية من يونيو 1918 إلى يونيو 1919.
مات موني في تونبريدج ويلز بعد يومين من عيد ميلاده ال85.